# Reformationskollekte
Die Reformationskollekte ist die seit 1897 jeweils am Reformationstag (in der Schweiz der 1. Sonntag im November) erhobene Kollekte aller protestantischen Kirchgemeinden von Schweizer Landes- und Kantonalkirchen.
Es ist die einzige Kollekte, die schweizweit am selben Tag gesammelt wird. Träger der Reformationskollekte ist die Protestantische Solidarität Schweiz, der nationale Dachverband der einzelnen kantonalen und regionalen protestantisch-kirchlichen Hilfsvereine.

## Intention
In der Schweiz entwickelten sich seit der Gründung des Bundesstaates im Jahr 1848 viele Diasporagemeinden, denen die Möglichkeit fehlte, die notwendige Infrastruktur zu finanzieren. So wurde mit Hilfe der Reformationskollekte Kirchen, Kirchgemeinde- und Pfarrhäuser, Schulhäuser und Kapellen finanziert.
Auch heute noch werden vor allem Kirchgemeinden in der Diaspora unterstützt, die entweder bestehende Gebäude renovieren oder erweitern müssen oder neue Kirchen, Kirchgemeinde- oder Pfarrhäuser errichten.

## Projekte der letzten Jahre
Folgende Projekte wurden in den letzten Jahren unterstützt:
- 2000 Kirchgemeinde Novaggio und Ascona
- 2001 Finanzierung der Fertigstellung der Steinkirche Cazis GR
- 2002 Kirchgemeinde Brig-Glis
- 2003 Sanierung der reformierten Kirche Saint Jean (erbaut 1969) in La Chaux-de-Fonds
- 2004 Sanierung der 1959 errichteten Kirche von Montbrillant GE und Renovation der 1898 erbauten Kapelle von Vésenaz GE
- 2005 reformierte Kirchgemeinde Bever GR
- 2006 Erweiterung der Kirche der ev.-ref. Kirchgemeinde Weissenstein/Rechthalten FR
- 2007 Renovation der ref. Kirche Einsiedeln
- 2008 Neubau der Kirchenzentrum «Arche»  der ev.-ref. Kirchgemeinde Bösingen FR
- 2009 Renovation der reformierten Kirche in Satigny GE
- 2010 Renovation des ehemaligen Pfarrhauses in Betschwanden und der Kirche in Linthal GL (Doppelprojekt der Kirchgemeinde Grosstal GL)
- 2011 Ausbau des Gemeindezentrums in Martigny-Saxon
- 2012 Reformierter Religionsunterricht in der Chiesa evangelica riformata nel Ticino